# 楓楊癬皮瘤蛾
楓楊癬皮瘤蛾（学名：Blenina quinaria），舊稱楓楊癬皮夜蛾，是瘤蛾科癬皮瘤蛾屬的物種，前翅長約15毫米，分布於日本九州島、喜馬拉雅山脈東北部以東的絕大部分東洋界區域，以及鄰近的部分澳新界島嶼。幼蟲以胡桃科的楓楊屬為寄主植物，因而得名，但也有取食胡桃屬葉片的紀錄。

## 形態描述

### 成蟲
成蟲外觀與分布範圍多所重疊的柿癬皮瘤蛾相似，但翅展長31至44毫米，前翅長約15毫米，比柿癬皮瘤蛾小，前翅外緣也較為平滑，不像柿癬皮瘤蛾有明顯的稜角。頭部與胸部為淺灰色與欖綠色相間，腹部呈褐色或灰褐色，唇鬚和腳雜有黑色鱗片。前翅背面翅紋多變，主要為淡褐色底，雜有欖綠色、深褐色或黑色斑紋，許多個體有一條黑色斜紋自前緣中段向外緣亞臀角區延伸，通常會在中室的黑點附近中斷。外線黑色，呈鋸齒狀，與外緣一系列的黑點相接，愈接近臀角愈不明顯；亞端線呈波浪狀。

臺灣楓楊癬皮瘤蛾前翅的翅紋多樣性
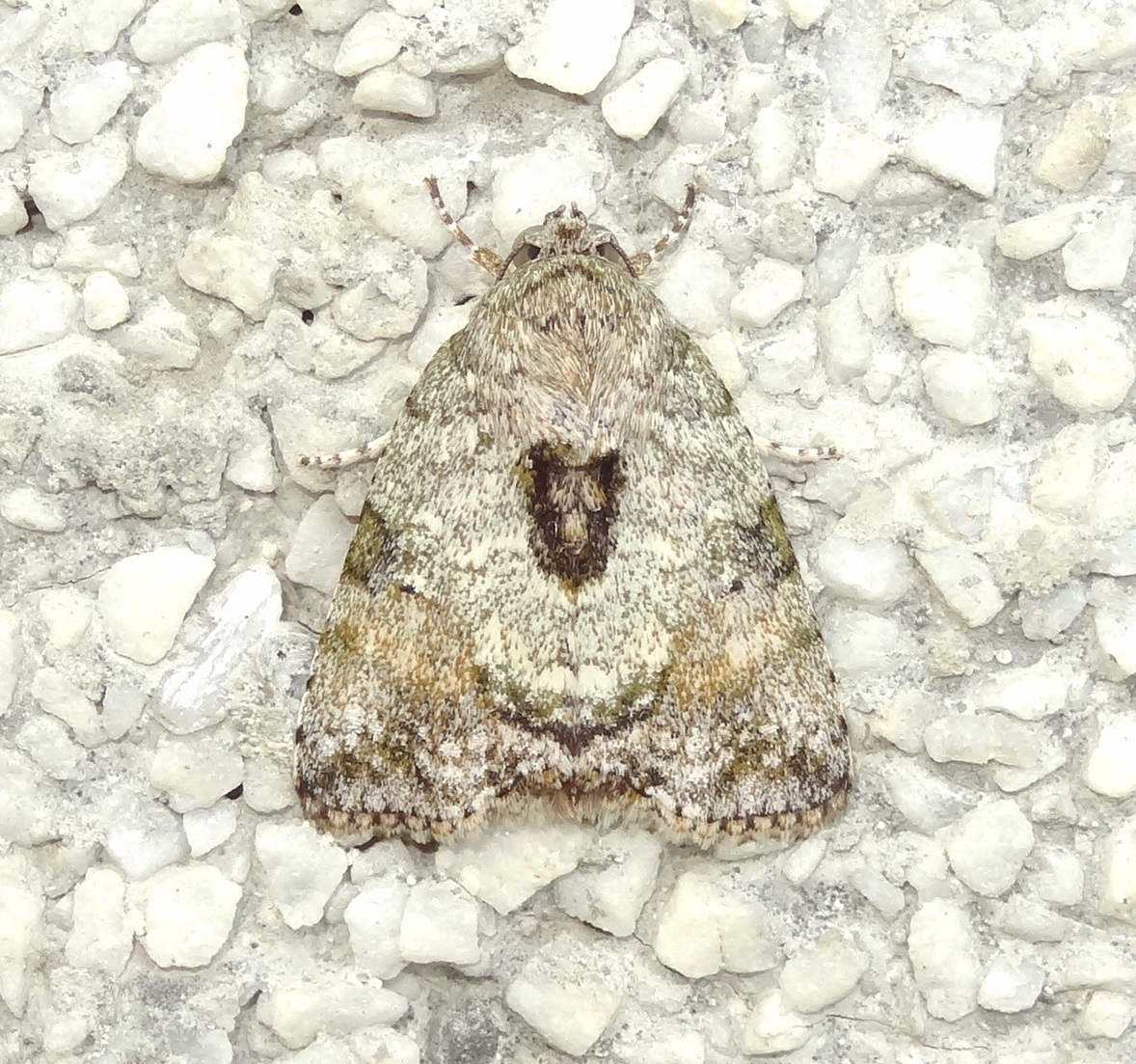
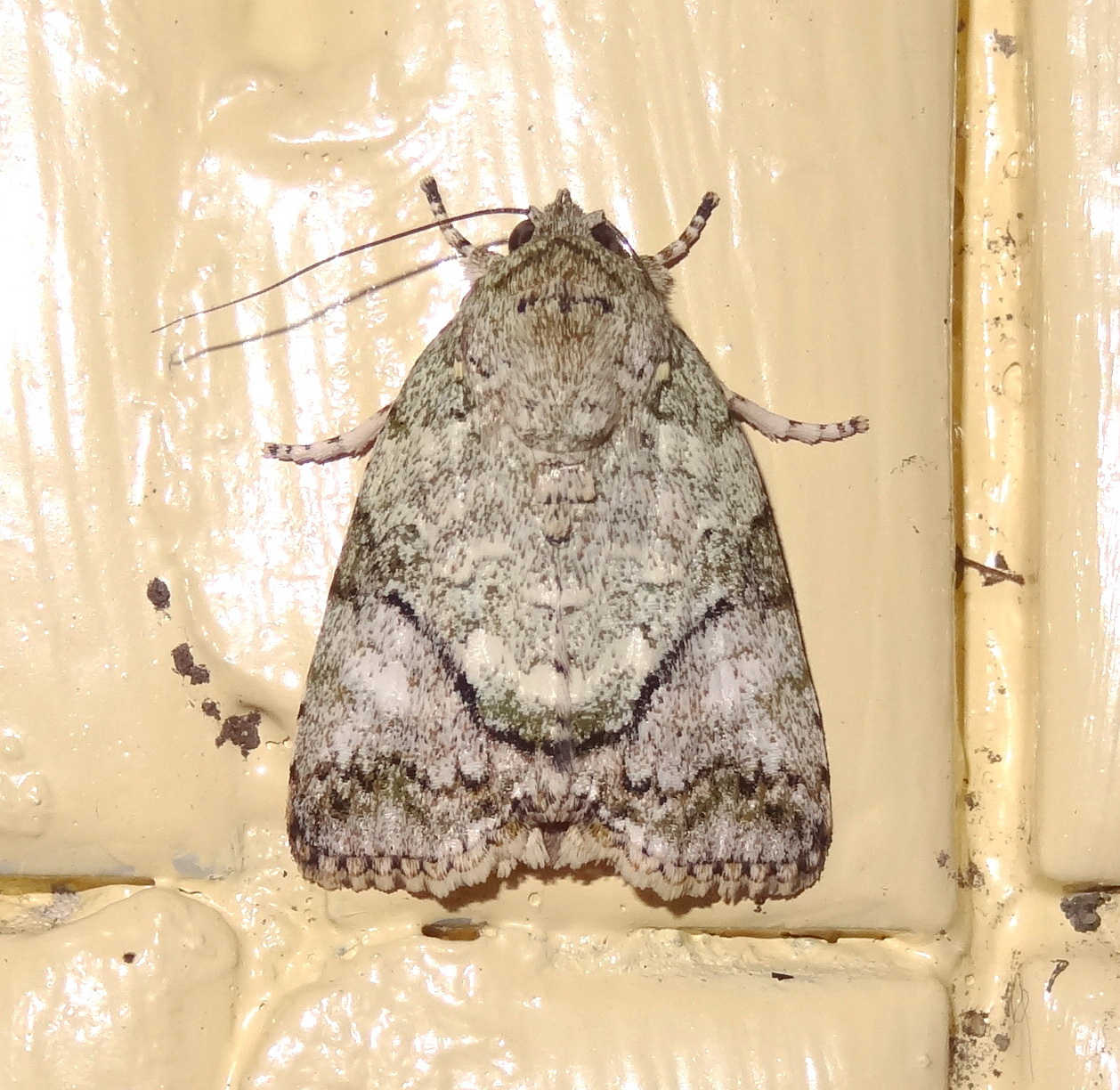
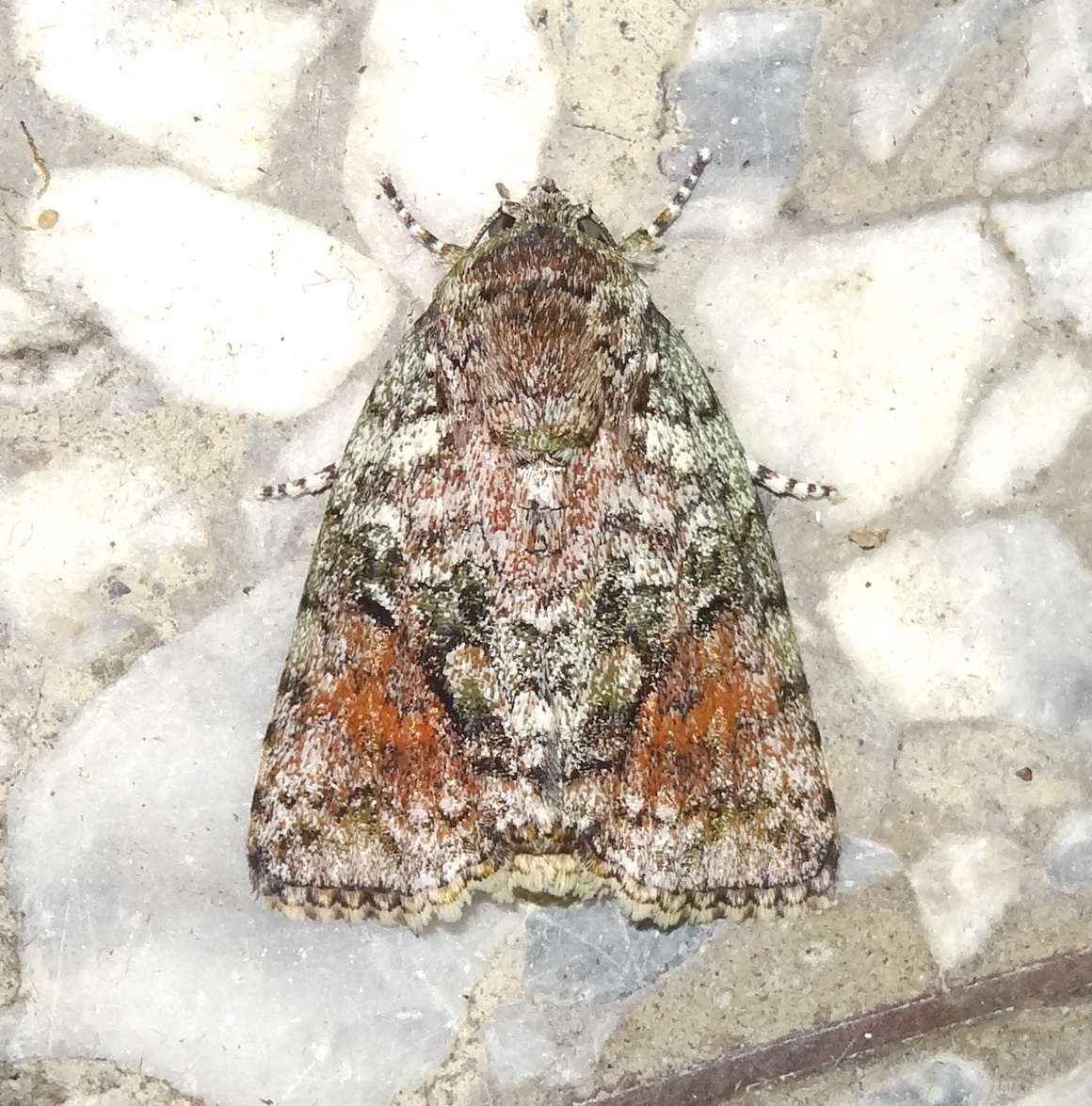
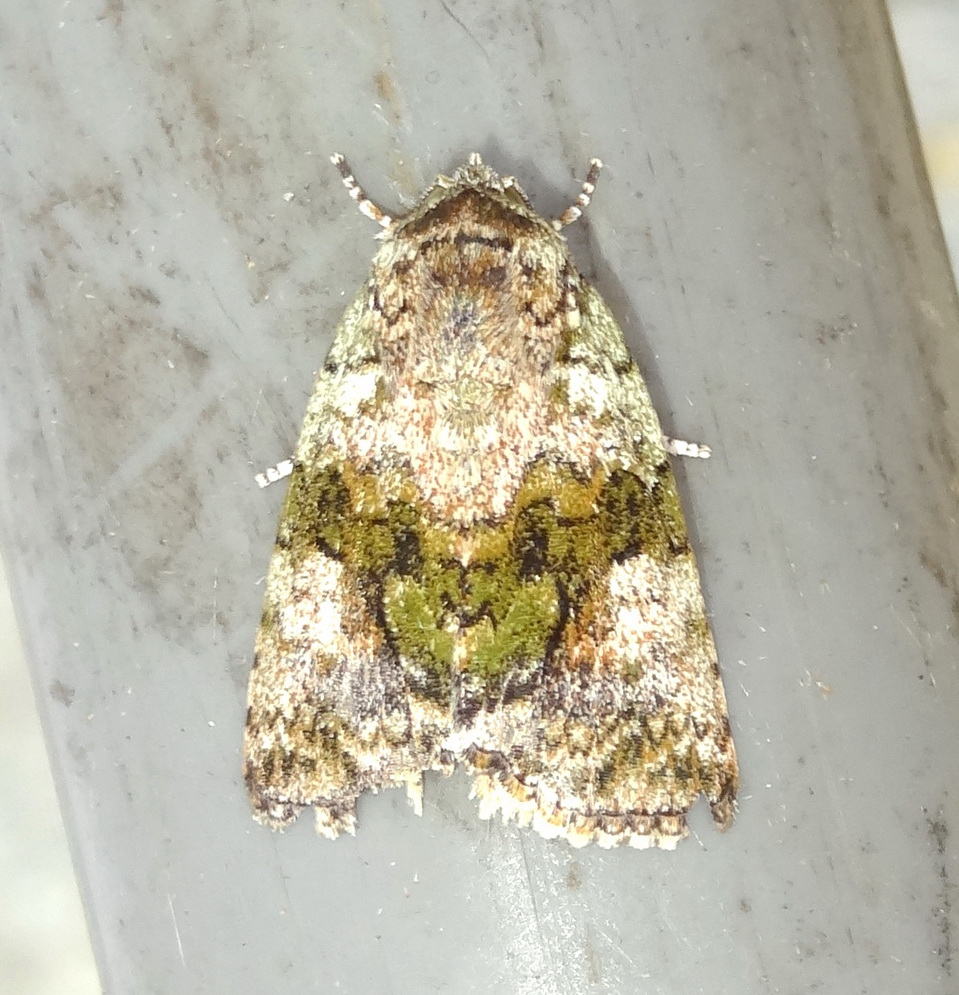
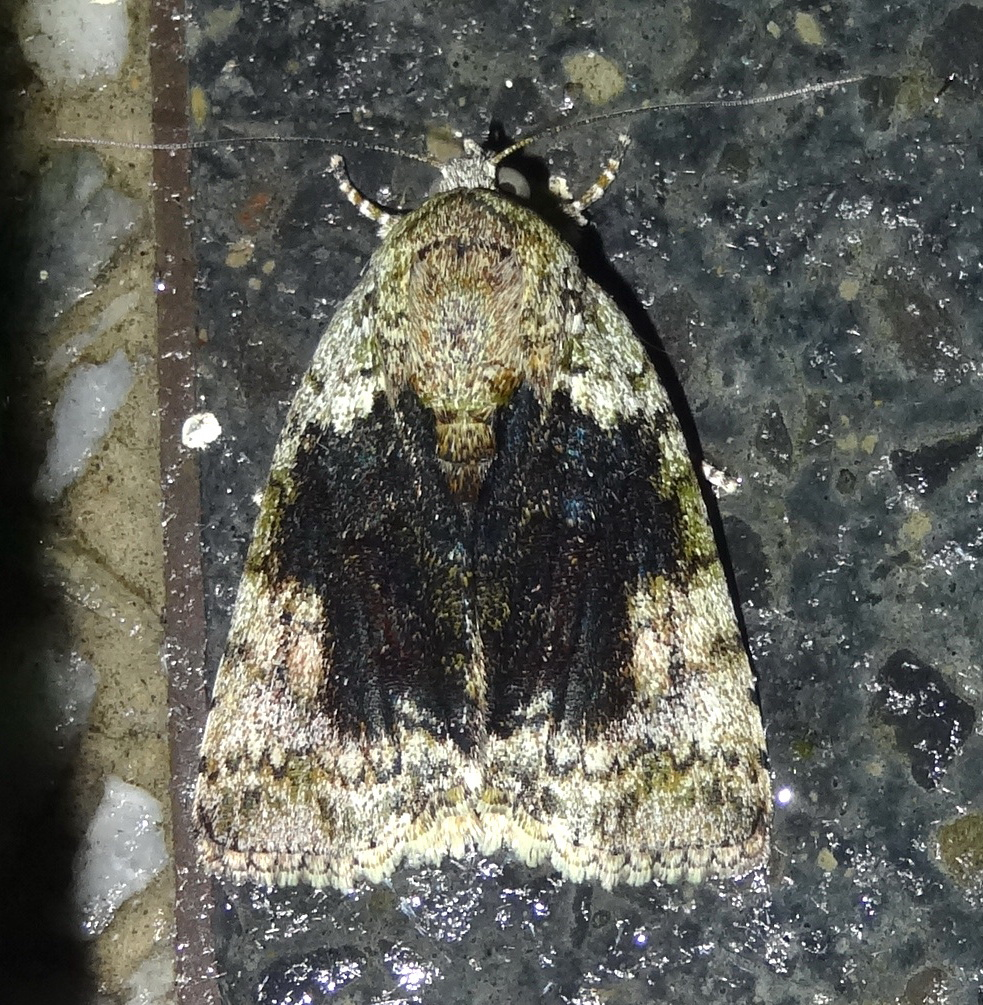

與前翅背面相比，前翅腹面與後翅的翅紋保守許多。前翅腹面內側2/3段呈淡褐色，外側1/3段為深褐色，中段有一條深褐色的粗帶紋。後翅背面內側2/3段呈淡褐色，外側1/3段為深褐色，中段有模糊且不明顯的深色粗帶紋。後翅腹面與前翅腹面相近，但深褐色帶紋較細。
雄性的抱器瓣構造簡單。陽莖彎曲而細小，不具骨質刺（cornutus）。

### 幼蟲
體長23至40毫米，全身翠綠，體側有多道深色縱紋，至終齡時會變粗且轉深。頭部近乎光滑，額毛（frontal setae）的位置相對略高於體側呈棕色的氣門，額縫（adfrontal suture）圓鈍，額（frons）的高大於寬，但遠短於其上方的冠縫（epicranial suture）。吐絲器末端圓鈍，愈靠近末端愈細。中胸背面隆起，有六個橫向排列的圈狀斑，呈外黑內白，中央的圈斑最大，兩旁則較小，每個圈斑中央都有一根剛毛。

## 分布範圍
日本九州（長崎、大分、熊本）、中國（安徽、浙江、江西、湖南、廣東、香港、海南、貴州、雲南、四川、西藏）、臺灣本島、印度、尼泊爾、泰國（清邁、南邦）、寮國、越南北部、馬來西亞半島地區、婆羅洲、菲律賓（呂宋、民答那峨、民都洛）、蘇門答臘、峇里島、蘇拉威西、松巴哇島、弗洛勒斯島、帝汶島、新幾內亞。選模標本採集於印度東北部的大吉嶺。